# Placodiscus gimbiensis
Placodiscus gimbiensis är en kinesträdsväxtart som beskrevs av Lucien Leon Hauman. Placodiscus gimbiensis ingår i släktet Placodiscus och familjen kinesträdsväxter. Inga underarter finns listade i Catalogue of Life.